# Paul Baumgarten (Architekt, 1900)

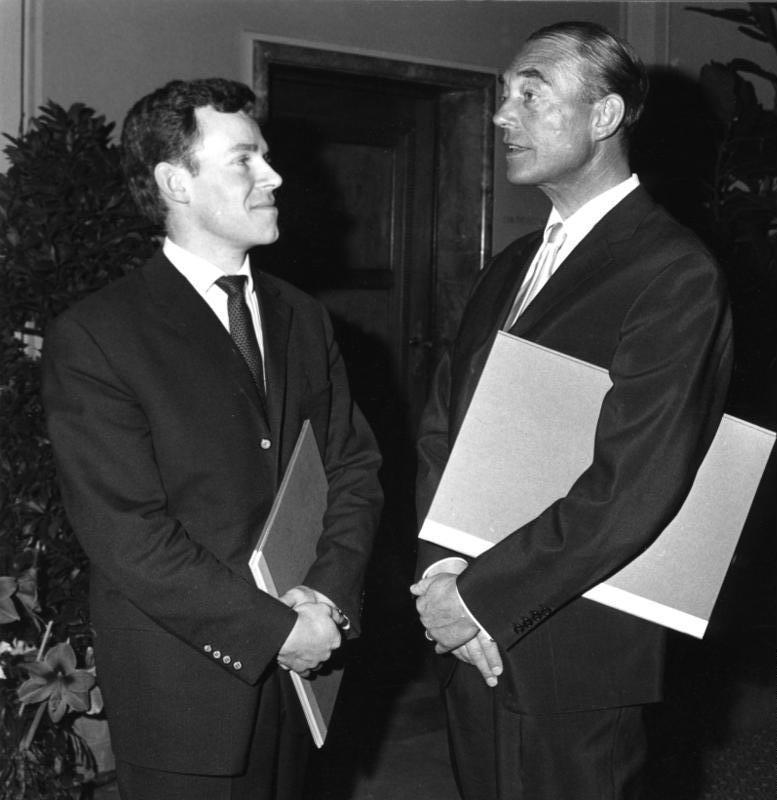
Paul Baumgarten (rechts) mit Michael Hinz bei der Verleihung des Berliner Kunstpreises 1960

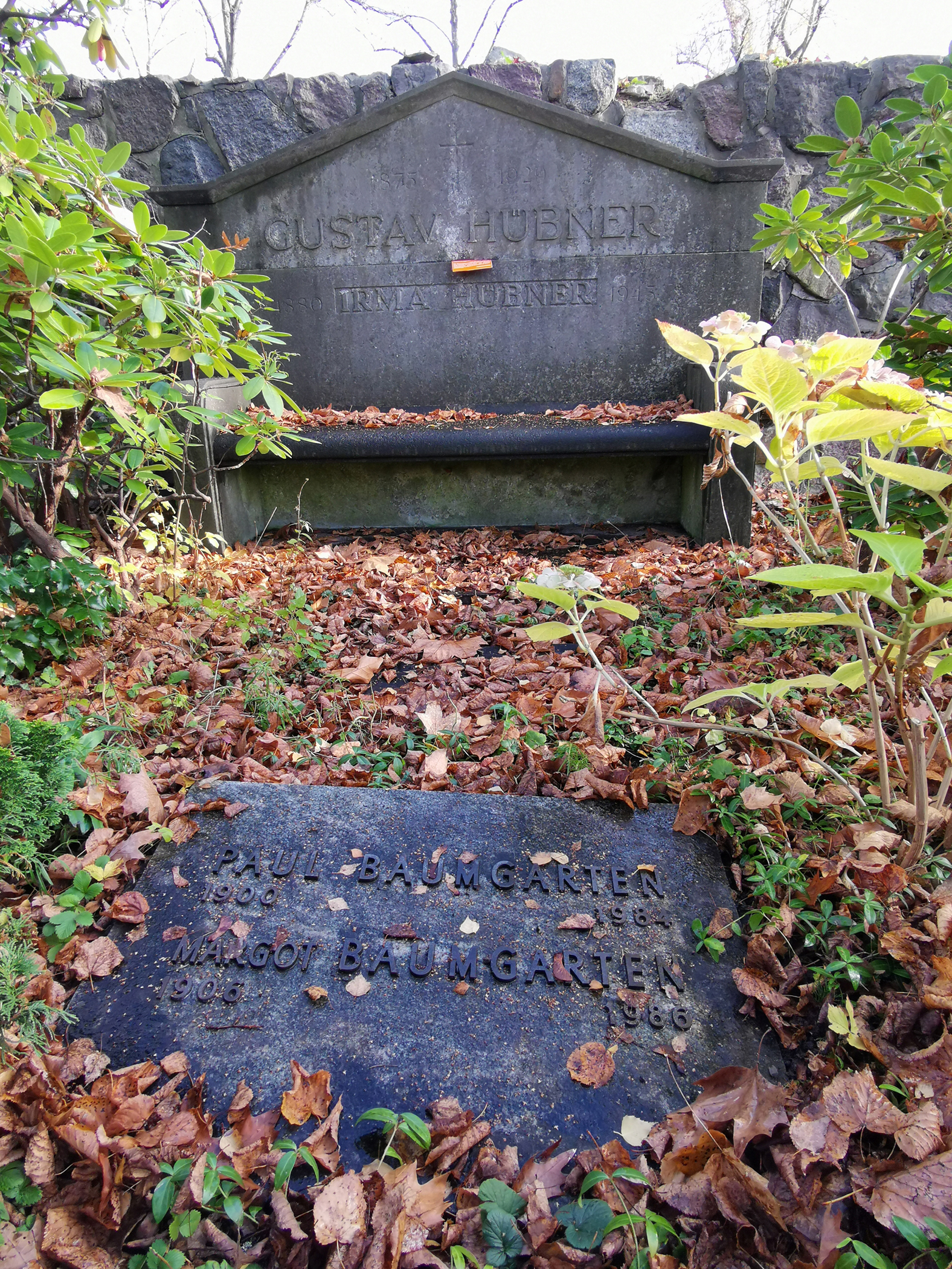
Grab auf dem Friedhof Berlin-Dahlem

Paul Gotthilf Reinhold Baumgarten (* 5. Mai 1900 in Tilsit; † 8. Oktober 1984 in Berlin) war ein deutscher Architekt und Professor an der Hochschule der Künste Berlin (HdK).

## Leben
Baumgarten studierte 1919 bis 1924 an der Technischen Hochschule Danzig, anschließend an der Technischen Hochschule Berlin Architektur, und arbeitete danach im Architekturbüro Mebes & Emmerich in Berlin. Ab 1928 zunehmend mit eigenen Aufträgen beschäftigt, konnte er sich 1932 selbständig machen. Ab 1934 baute er als Leiter der Bauabteilung der Müllabfuhr AG unter anderem die Müllverladestation in Berlin-Charlottenburg, eines der überzeugenden Beispiele des Neuen Bauens während des Nationalsozialismus. 1937 bis 1945 war er Leiter des Hochbaubüros der Bauunternehmung Philipp Holzmann AG, seit 1942 daneben Hochschullehrer an der HdK Berlin.
Mit dem Neubau des Konzertsaals der HdK 1953, wo er 1952 zum Professor berufen wurde, sowie durch den Wiederaufbau des Reichstags wurde er im Nachkriegsdeutschland bekannt. Beachtung fand auch sein Beitrag zur Interbau 1957, das sogenannte Eternit-Haus. Seine weiteren Planungen im Wohnungsbau, vor allem im Siedlungsbau, sind dagegen weniger stark beachtet worden.
Er ist nicht verwandt mit dem 1873 geborenen Architekten Paul Otto August Baumgarten.

## Bauten (unvollständige Auswahl)

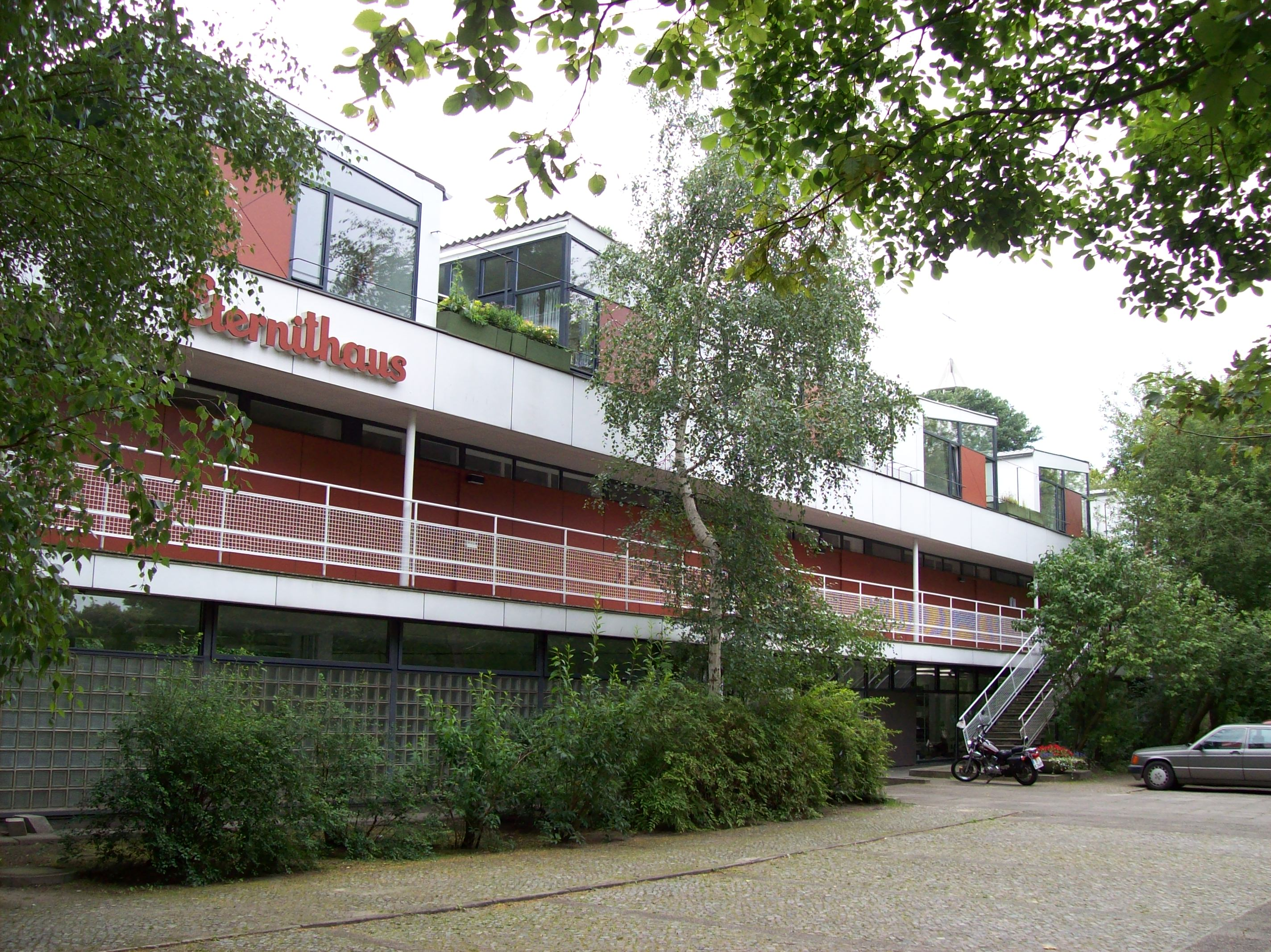
Eternit-Haus im Hansaviertel, Berlin

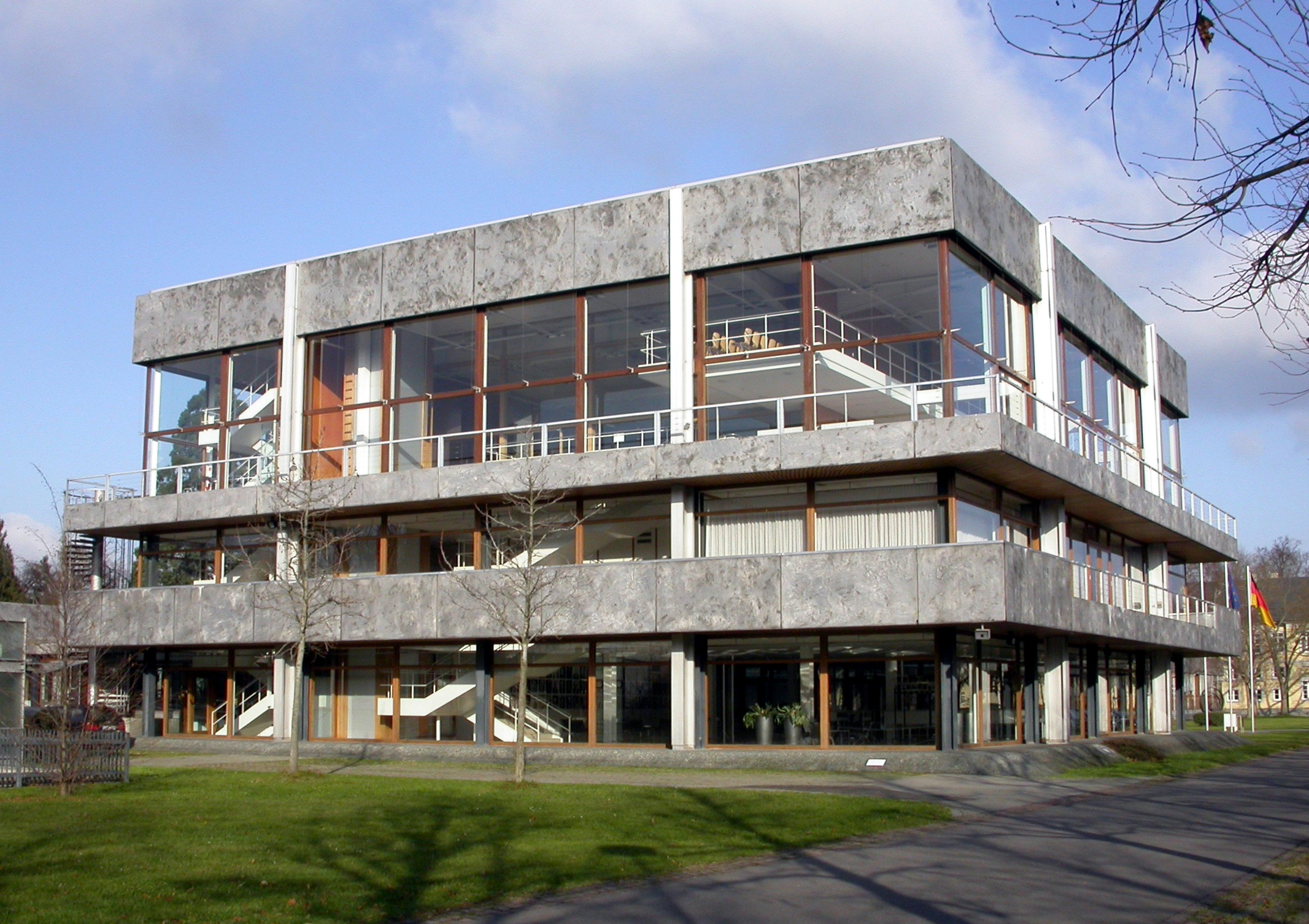
Amtsgebäude des Bundesverfassungsgerichts in Karlsruhe

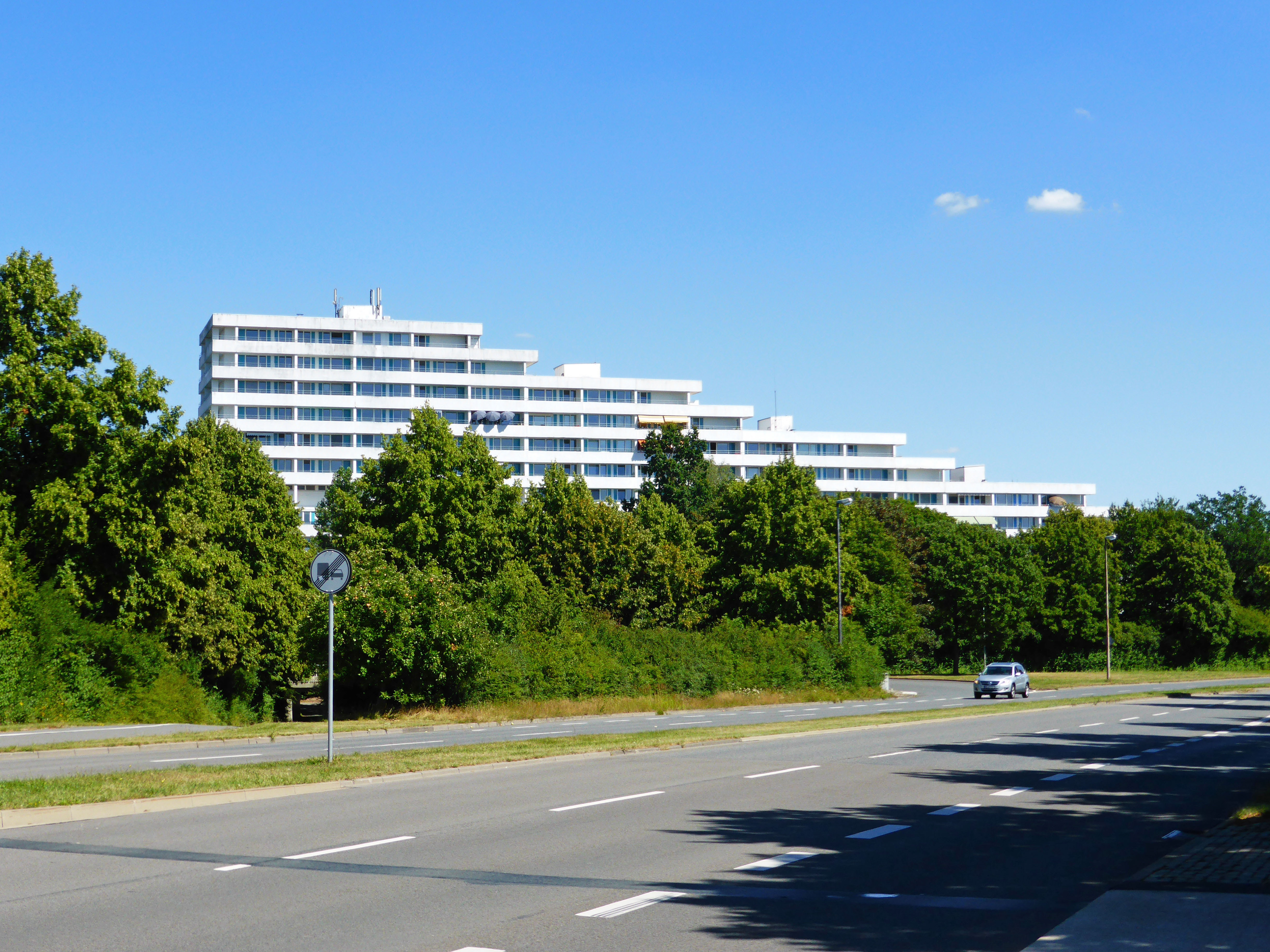
Stufenhochhaus Detmerode

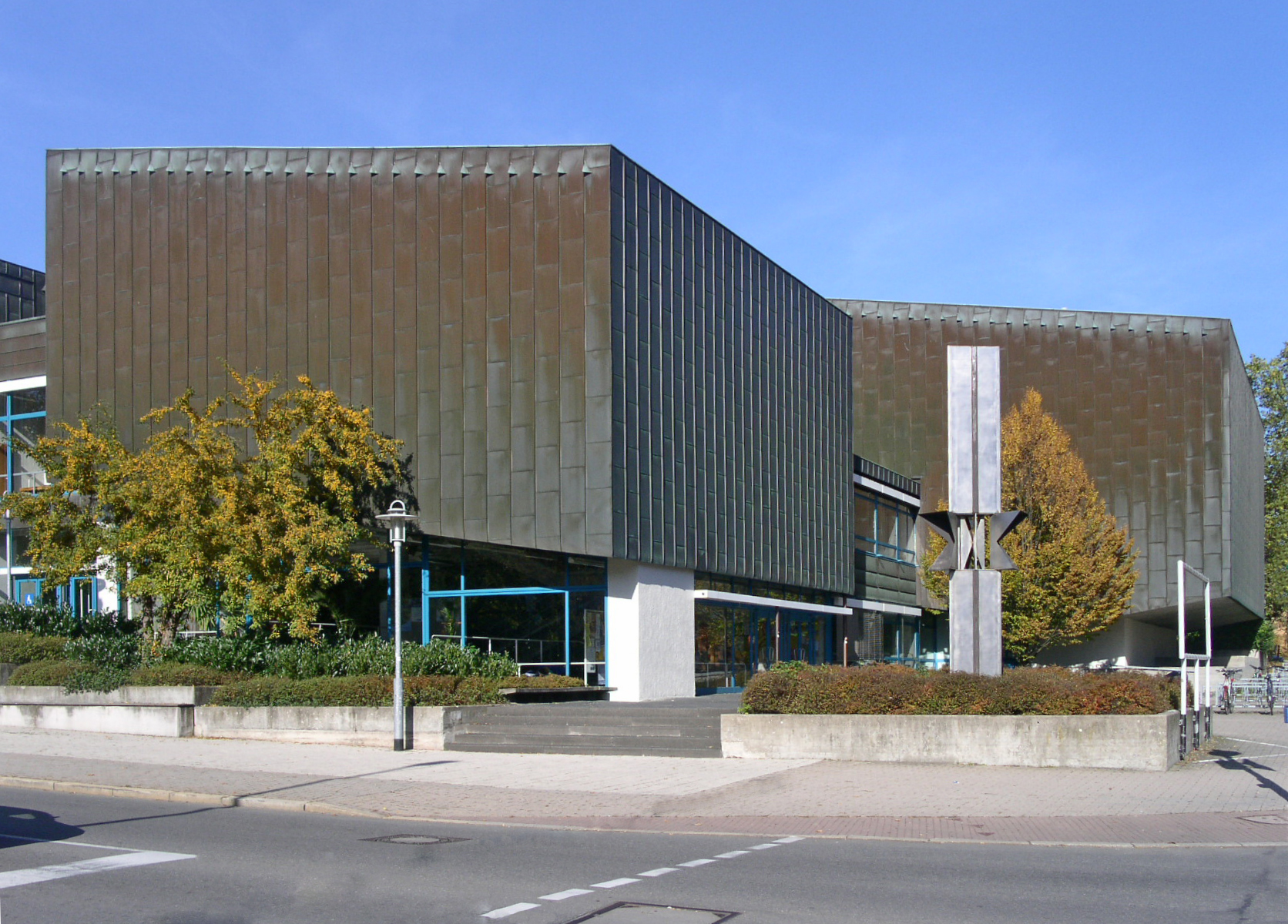
Hörsaalgebäude Kupferbau der Universität Tübingen

- 1932: Haus Czesalsky in Berlin-Tegel, Eisenhammerweg 8[1]
- 1933–1934: Haus Seemann in Berlin-Hermsdorf, Hermsdorfer Damm 155[2]
- 1934–1936: Müllverladestation in Berlin-Charlottenburg, Helmholtzstraße[3]
- 1936: Wohnanlage Halenseestraße, Bornimer Straße, Kurfürstendamm 124A[4]
- 1937–1938: Wohnanlage Düsseldorfer Straße / Brandenburgische Straße in Berlin-Wilmersdorf[5]
- 1939–1941: Reichsjugendführung in Berlin-Westend (mit Paul Emmerich)[6]
- 1938–1941: Bürogebäude Heerstraße 12–16 (damals Kaiserdamm) für die Reichsjugendführung der HJ und die Berliner Niederlassung der Philipp Holzmann AG in Berlin-Westend (mit Paul Emmerich)[7]
- 1939: Haus Hübner in Berlin-Charlottenburg, Badenallee 29[8]
- 1952–1953: Konzertsaal und Studiobühne der HdK in Berlin[9]
- 1955–1956: Zweifamilienhaus in Berlin-Grunewald, Wissmannstraße 12A[10]
- 1956–1958: Haus Boris Blacher in Berlin-Zehlendorf, Kaunstraße 6[11]
- 1956–1958: Kantine für das Eternit-Werk in Berlin-Rudow[12]
- 1957: Eternit-Haus auf der Interbau in Berlin
- 1957–1959: evangelische Kirche am Lietzensee in Berlin-Charlottenburg, Herbartstraße 5[13]
- 1958: Wohnsiedlung Wellekamp in Wolfsburg-Hohenstein[14]
- 1958–1959: Clubhaus des LTTC Rot-Weiß in Berlin-Grunewald[15]
- 1958–1959: „Ruhrkohle-Haus“ in Berlin-Charlottenburg, Bismarckstraße 107[16]
- 1961–1973: Wiederaufbau des Reichstagsgebäudes in Berlin-Tiergarten
- 1962–1964: Wohnanlage Wipperstraße in Wolfsburg-Teichbreite[17]
- 1965–1969: Amtsgebäude des Bundesverfassungsgerichts in Karlsruhe, der sogenannte Baumgarten-Bau
- um 1965: Altentagesstätte in Wolfsburg-Hohenstein[18]
- 1965–1967: Stufenhochhaus in Wolfsburg-Detmerode (zerstört)
- 1966–1968: Mensa und Hörsaalgebäude Kupferbau der Eberhard Karls Universität Tübingen[19]
- Umbau des Hotels am Zoo in Berlin (Teilzerstörung)